# Демоцид
Демоцид (від грец. demos — народ і лат. occidere — вбивати) — термін, яким позначають масове вбивство громадян з боку чинної (легітимної або нелегітимної) влади.

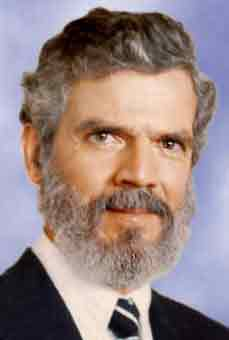
Рудольф Руммель, творець терміну.

Цей термін містить усі види геноциду, політициду та інші форми масового вбивства людей владою. Термін створив американський політолог Рудольф Руммель. Руммель створив цей термін як розширене поняття, щоб враховувати і різноманітні форми убивств ініційованих державою, які не підпадали під визначення «геноцид». Серед інших вчених термін став загальновизнаним.